# Эрзянское национальное движение

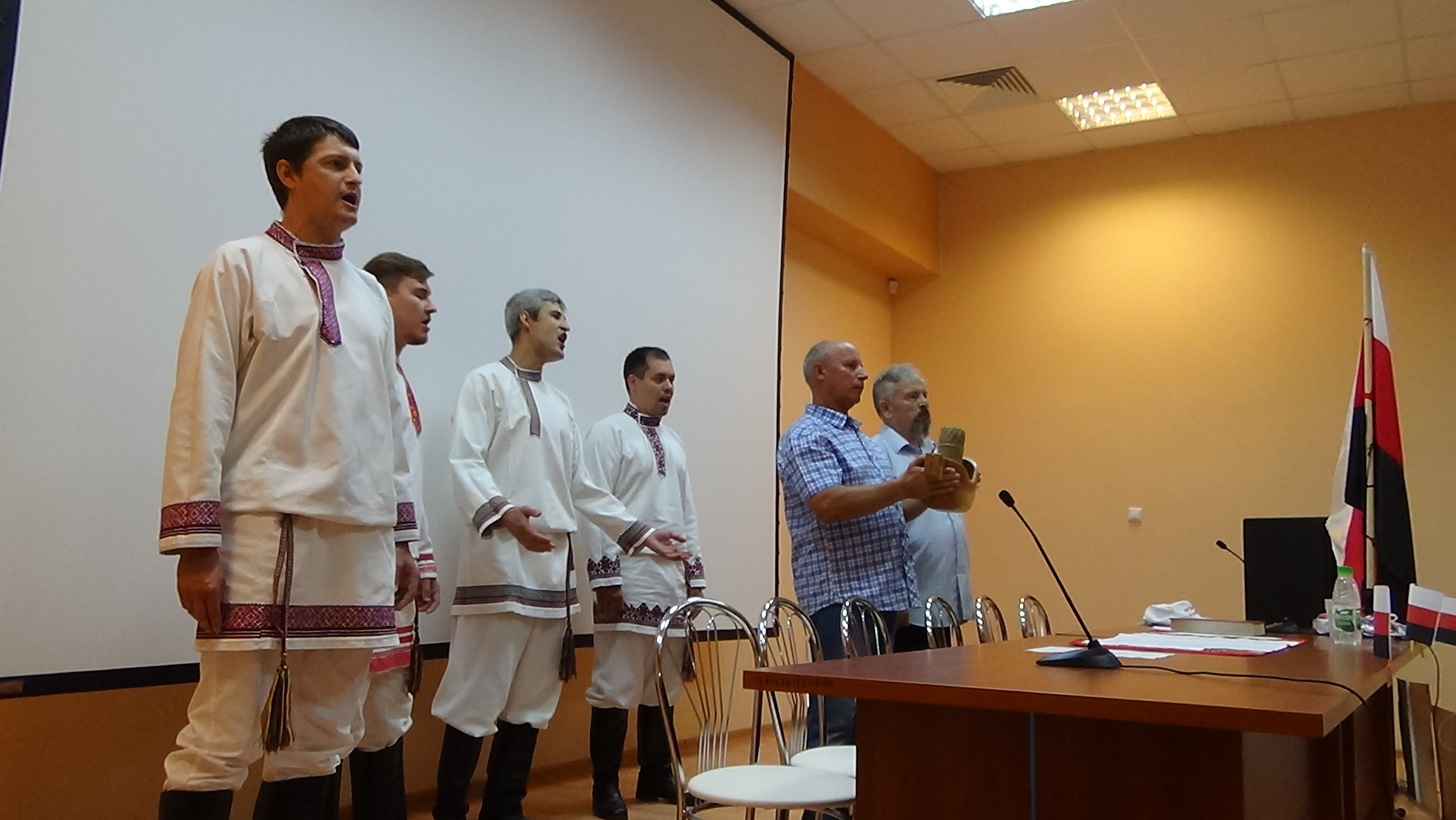
Исполнение песни «Тюштя» перед началом заседания Эрзянь Инекужо (Èrzäń Inekužo). Республика Мордовия, г. Саранск, 2016

Эрзянское национальное движение — движение эрзянского народа за национальное самоопределение, реализацию своих национальных, политических и экономических прав. Предпосылки для формирования эрзянского национального движения возникли во второй половине XIX века с распространением в среде эрзян идей просвещения. Весомую роль в этом процессе сыграли финские и эстонские этнографы и языковеды Хейкки Паасонен и Армас Отто Вяйсянен, которые не только совершили экспедиции к местам компактного проживания эрзян, подробно описали их быт, традиции и язык, но и воспитали целую плеяду учёных-последователей, оставивших яркий след в эрзянском национальном возрождении. В советский период эрзянские ученые и учителя воспользовались коротким периодом политики коренизации, в течение которого был разработан ряд букварей (впервые латинской графикой), учебное пособие, начато массовое издание эрзянозычной периодики. Этот период завершился Большим террором и уничтожением ведущих деятелей эрзянского возрождения. Новейший этап в истории развития эрзянского национального движения начался в конце 1980-х годов, когда с ослаблением партийного контроля за всеми сферами общественно-политической жизни эрзяне начали формировать первые национально-культурные общества и общественные движения: «Вельмема», «Вайгель» и «Масторава», ставшие кузницей национальных кадров и сыгравшие ведущую роль в формировании модерного национального движения эрзянского народа.

## Предпосылки

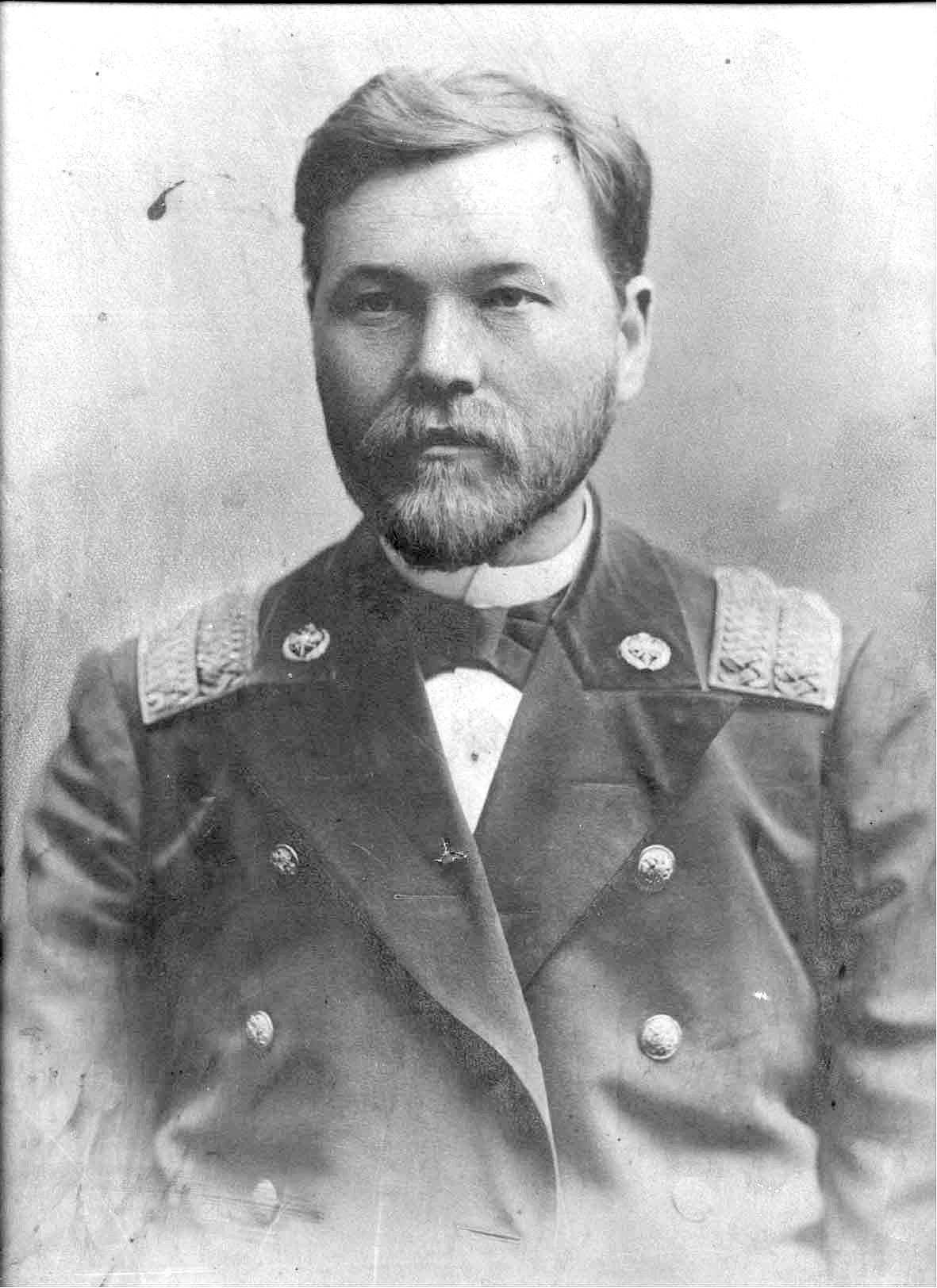
Макар Евсевьев, эрзянский ученый, просветитель, педагог.

Предвестником зарождения эрзянского национального движения стало появление слоя эрзянской интеллигенции, начавшего формироваться в Российской империи в конце XIX — начала XX века. Вдохновленные идеями народного просвещения ученые, учителя и художники распространяли знания об эрзянах и создавали первые эрзяноязычные научные и художественные тексты, переводили на эрзянский язык Священное Писание. Среди самых ярких представителей эрзянской интеллигенции, появившихся на рубеже ХІХ — XX веков, были педагог и энциклопедист Макар Евсевьев, создавший первые буквари для мокшан (1892) и эрзян (1897), и эрзянский скульптор, представитель стиля модерн Степан Эрзя.
Мощное влияние на развитие эрзянских и мокшанских социокультурных обществ и движений оказала Февральская революция. В 1917 году в Казани возникает «Мордовское культурное и образовательное общество». После Октябрьского переворота большевики начинают использовать периодику на языках коренных народов России как один из инструментов пропаганды коммунистических идей. Сами большевики утверждали, что печать эрзяноязычной периодики была вынужденным шагом, ведь эрзя не воспринимали русскоязычную прессу и не желали её читать. Большевистская статистика в 1925 году приводила данные, что только один из тысячи эрзян читает партийную прессу на русском языке.
Первой газетой, вышедшей на эрзянском языке, стало издание «Чинь стямо» (с эрз. «Рассвет»). Первый выпуск газеты датирован 15 июля 1920 года и выпущен в типографии Симбирска. «Чинь стямо» имела огромный успех среди читателей, что мотивировало партийное руководство к созданию новых газет на эрзянском языке. Уже в 1921 г. по инициативе Мордовской секции ЦК РКП(б) в Москве начинает издаваться еженедельник «Якстере теште» (с эрз. «Красная звезда»). Большинство колонок газеты были отведены именно под эрзяноязычные публикации. Изредка в газете появлялись статьи и на мокшанском языке. В первые месяцы своего существования газета имела тираж в 5 тыс. экземпляров, в дальнейшем — 3 тыс. Большинство публикаций газеты носили агитационный характер: превозношение большевистского руководства и коммунистических идей. Однако в каждом номере появлялись публикации и на сельскохозяйственную тематику: увеличение урожайности, уход за домашними птицами и скотом. Появление «Якштере Теште» стало фактором сплочения эрзянской диаспоры Москвы и появления в 1923 году общества «Сыргозема» (с эрз. «Пробуждение»).
В 1921 году в Саратове начинает издаваться газета «Якстере сокиця» (с эрз. «Красный пахарь»), в 1922 году в Кузнецке — «Якстере веле» (с эрз. «Красное село») и т. д. Редакции указанных изданий внесли неоценимый вклад в формирование литературного эрзянского языка — остро критиковали идею создания единого мордовского языка. В общей сложности, на протяжении 1920-х годов, на страницах эрзянской прессы было опубликовано более 600 литературных произведений эрзянских авторов. Только в «Якстере теште» напечатали более 200 стихов и 15 пьес на эрзянском языке.
Важную роль в становлении эрзянской идентичности сыграл один из основателей общества «Сыргозема» Анатолий Рябов, который в 1924—1930 годах работал методистом Мордовского бюро Совета национальных меньшинств РСФСР и сотрудником Всесоюзного центрального комитета нового алфавита при Совете национальностей ЦИК СССР. Здесь он разработал и передал президиуму научного совета ВЦИК проект нового эрзянского алфавита на латинской основе (1932). Рябов работал над созданием единых норм эрзянского литературного языка. Подготовил 2 проекта эрзянской орфографии. С докладами об орфографии, морфологии и терминологии эрзянского языка выступал на 1-й (1933), 2-й (1934), 3-й (1935) научных конференциях в Саранске. Большое значение придавал вопросам преподавания в мордовских национальных школах, обеспечения их методической литературой. А. Рябов — автор и соавтор алфавита «Валдо чи» — «Светлый день» (1925), «Лисьма пря: Букварде мейле ловнома книга» — «Источник: Книга для чтения после алфавита» (1926); учебное пособие «Уроки эрзянского языка»; школьных учебников — «Эрзянь кель грамматика (Морфология)» — «Грамматика эрзянского языка (Морфология)» (1933), «Эрзянь кель грамматика (Синтаксис)» (1934); двуязычных словарей — «Эрзянь-рузонь валкске»— «Эрзянско-русский словарь» (1930), «Рузонь-эрзянь валкске» — «Русско-эрзянский словарь» (1931).
Непродолжительный период эрзянского национального возрождения завершился в 1932 году со сворачиванием в СССР политики коренизации. В 1937 году г. в Мордовии, как и во всём Советском Союзе, начались массовые репрессии, которые коснулись, прежде всего, представителей интеллигенции, в том числе и эрзянской. Уже в марте 1937 году органами НКВД были арестованы 11 сотрудников редакций и издательств. Более 80 % всех обвинительных актов в этот период по республике выносилось внесудебными органами (так называемыми тройками).
Доктора филологических наук Михаил Мосин и Таисия Шиянова утверждают, что именно с середины 1930-х и вплоть до конца 1980-х советское руководство проводило целенаправленную политику русификации эрзянской лексики. Научное наследие Анатолия Рябова, с его подробными терминологическими словарями, было объявлено «враждебным», а сам ученый, вместе с братом-переводчиком Владимиром, арестован органами НКВД и казнен в 1938 году.

## Формирование национального движения

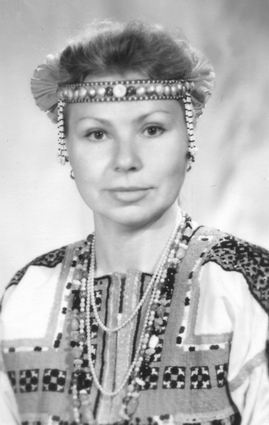
Маризь Кемаль, автор тезиса «кавто кельть — кавто раськеть» (с эрз. «два языка — два народа»).

Появление эрзянского национального движения тесно связано с вопросом самоидентификации эрзян как отдельного этноса, объединённого единым языком и территорией, глубокими внутренними экономическими связями.
Современное эрзянское национальное движение развилось в конце 1980-х годов на фоне ослабления национальной политики СССР, неотъемлемой частью которой было объединение эрзян и мокшан в единый мордовский народ. Противопоставление этой политике — провозглашение эрзян отдельной самодостаточной нацией, с собственным языком, культурой и историей, является идеологической основой эрзянского национального движения. Его идеологи — представители эрзянской интеллигенции, которые объединились в редакции детского журнала «Чилисема» (с эрз. «Восход солнца»). В стенах редакции обсуждались вопросы национально-культурного возрождения эрзян, их взаимодействия с представителями других финно-угорских народов Советского Союза, перспективы создания полноценной системы образования на родном языке, развитие эрзянской прессы и книгоиздания. Этот центр интеллигенции действовал под руководством Маризь Кемаль — эрзянской поэтессы, журналистки и фольклористки, которой принадлежит тезис «кавто кельть — кавто раськеть» (с эрз. «два языка — два народа»), что определяет эрзян и мокшан как два отдельных этноса, а не субэтносы единого народа, к которому в Российской империи и Советском союзе применялся экзоним мордва.

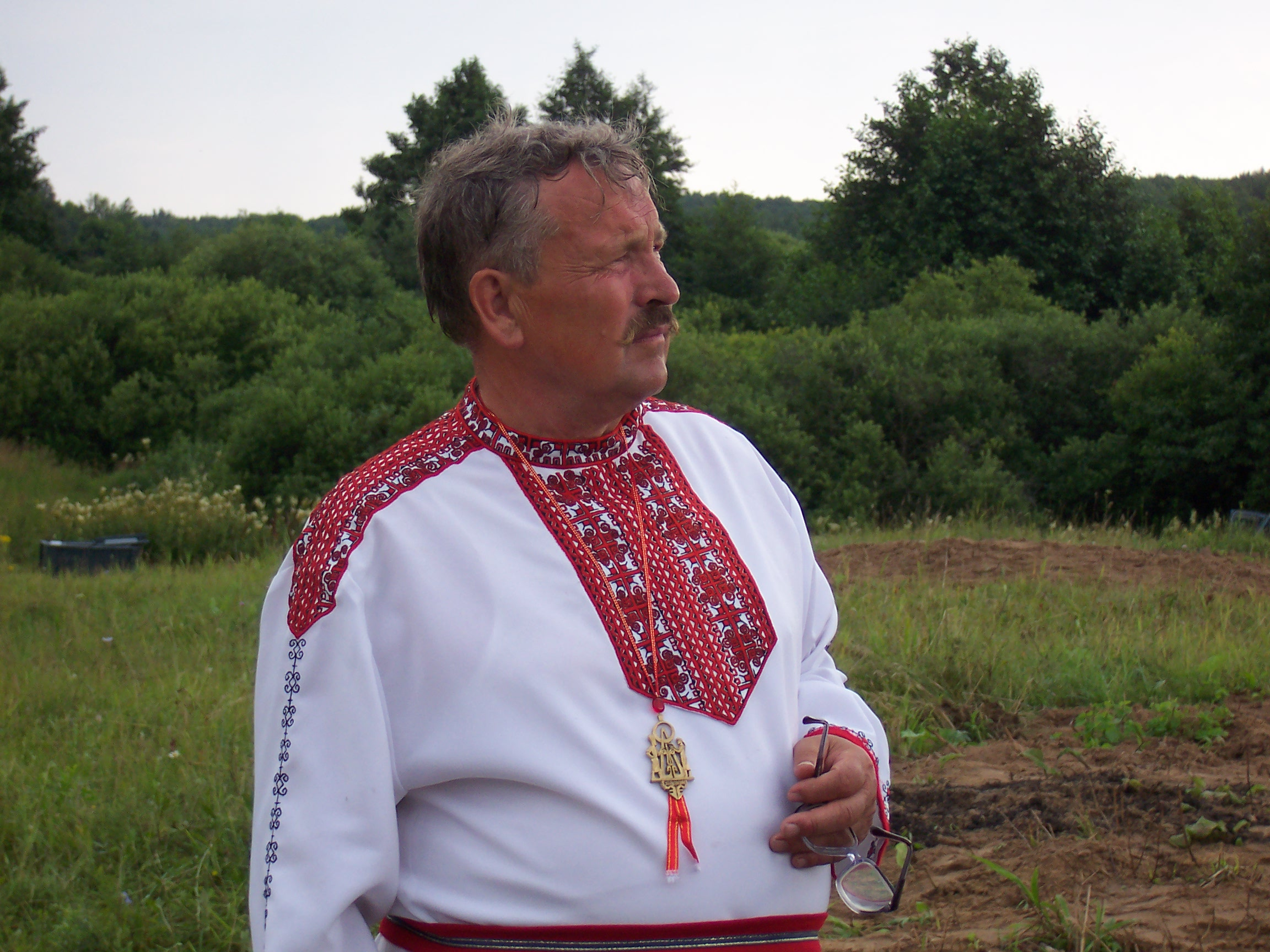
Кшуманцянь Пиргуж, соучредитель Эрзяно-мокшанского общественного движения «Масторава», инязор эрзянского народа в 1999—2019

Весной 1989 года, по инициативе профессора Дмитрия Цыганкина, журналиста Николая Ишуткина, поэтессы Маризь Кемаль, Григория Михатова и других активистов-эрзян был создан общественный центр «Вельмема», который быстро приобрёл популярность среди эрзянской интеллигенции. Вскоре деятельность центра привлекла внимание мокшан, приобщившихся к его работе. Уже в расширенном составе для части активистов рамки национально-культурной деятельности становятся тесными и «Вельмема» переживает раскол. Умеренные члены, во главе с Дмитрием Цыганкиным, создают организацию «Вайгель», занявшуюся возрождением и распространением национальных традиций, а более радикальные основывают Эрзяно-мокшанское общественное движение «Масторава», которое занимается не только национальным возрождением эрзи и мокши, но и стремится добиться представительства их интересов в органах власти.
«Вайгель» сплачивает вокруг себя писателей, поэтов, журналистов, языковедов (в общей сложности до 80 активных членов) и концентрирует свое внимание на проблемах возрождения и развития эрзянского языка.
Эрзяно-мокшанское общественное движение «Масторава» возглавил авторитетный профессор и публицист Дмитрий Надькин. Его соратниками стали Маризь Кемаль, Александр Шаронов, Кшуманцянь Пиргуж (Григорий Дмитриевич Мусалёв), Нуянь Видяз и ряд других известных эрзянских активистов. Своей целью движение задекларировало «активизацию национального, социального, духовного и культурного развития края, ставшего родиной для эрзян и мокшан… в соответствии с Конституцией СССР и Всеобщей декларацией прав человека ООН». 14 апреля 1989 года состоялось собрание инициативной группы общественного движения, на котором было принято обращение в Верховный Совет Мордовской АССР с такими требованиями:
1. Отмена псевдоэтнонима «мордва».
2. Замена национальности «мордвин» — «мордовка» на «эрзя» — «эрзянка», «мокша» — «мокшанка».
3. Замена названия «Мордовия» на «Масторава» с национальными областями Эрзяния и Мокшания.
4. Предоставление республике полной автономии по решению национально-культурных вопросов.
5. Проведение переписи эрзянского и мокшанского населения на всей территории СССР.
6. Предоставление эрзянскому и мокшанскому языкам статуса государственных языков.
7. Введение преподавания на родных языках в эрзянской и мокшанской национальных школах.

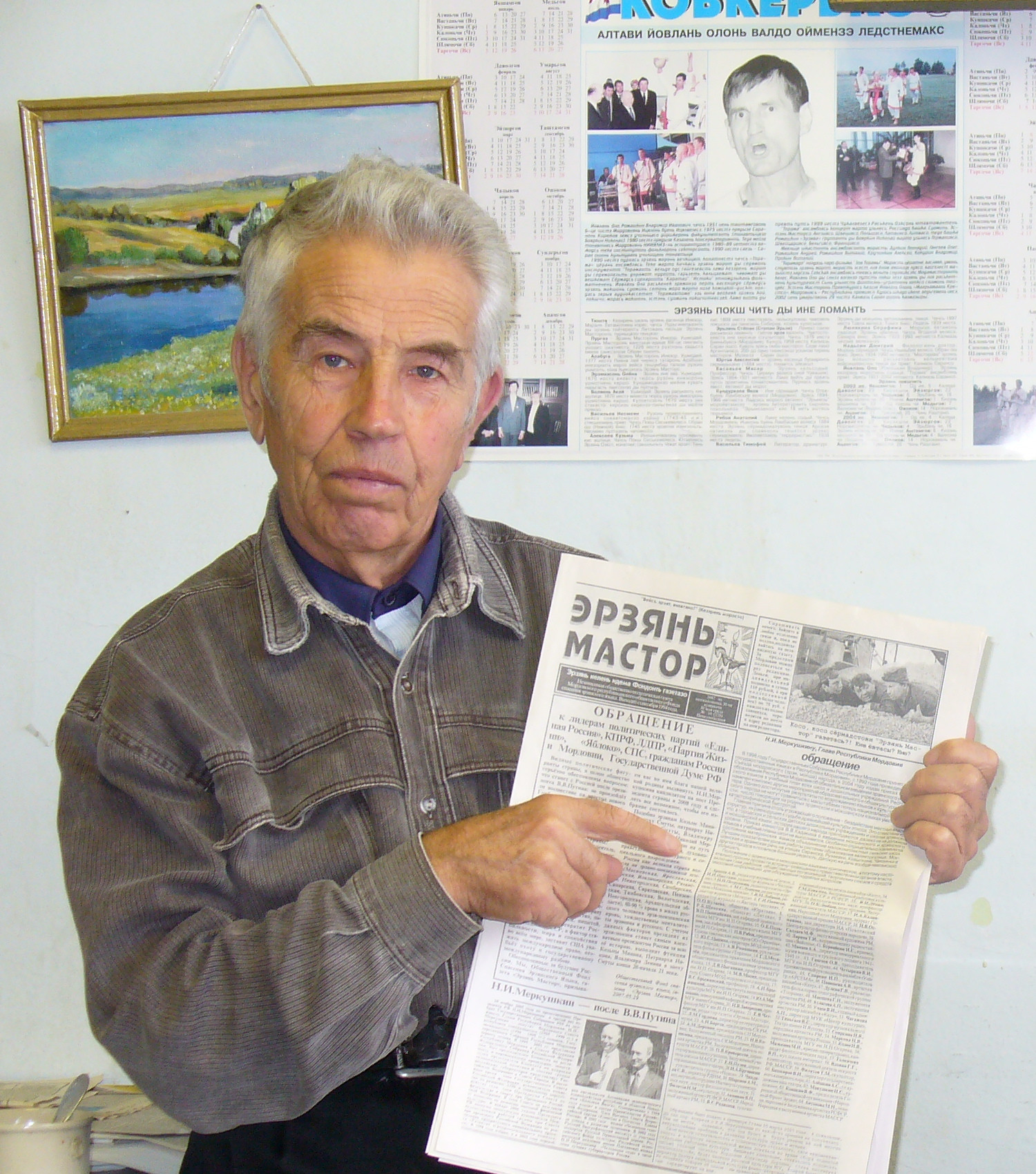
Нуянь Видяз, деятель эрзянского национального движения, многолетний главный редактор газеты «Эрзян Мастор».

8. Нуянь Видяз, деятель эрзянского национального движения, многолетний главный редактор газеты «Эрзян Мастор» . Введение преподавания родного языка и литературы на территории всего СССР в местах проживания эрзи и мокши.
9. Введение преподавания в эрзянских и мокшанских школах национального фольклора.
10. Введение преподавания истории эрзяно-мокшанского народа во всех учебных заведениях республики, а также в эрзянских и мокшанских школах на территории остального СССР.
11. Введение преподавания в русских школах республики эрзяно-мокшанской литературы, фольклора, языка и истории.
12. Создание Национального театра.
13. Создание литературно-художественного месячника «Масторава», который будет издаваться одновременно на эрзянском, мокшанском и русском языках.
14. Переименование главных улиц Саранска в названия, связанные с историей эрзя-мокшанского народа и местного русскоговорящего населения.
15. Установление всесторонних связей с эрзянами и мокшанами, проживающими за пределами республики.
16. Достижение экологически чистого промышленного и сельхозпроизводства.
17. Принятие мер по приданию нормального архитектурного вида Саранска.
18. Содействие сохранению памятников истории и культуры.

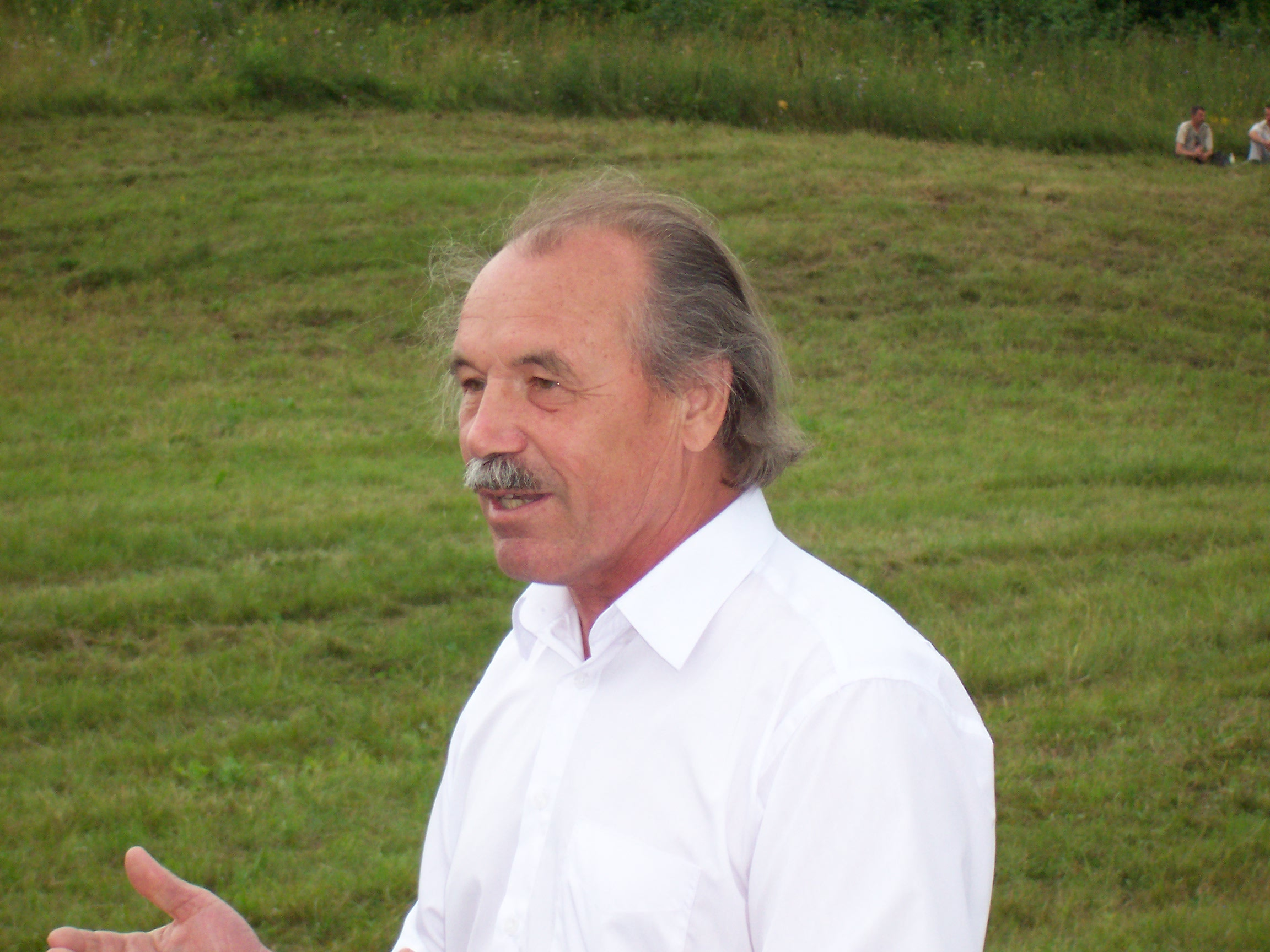
Шарононь Сандра, автор эрзянского эпоса «Масторава».

19. Шарононь Сандра, автор эрзянского эпоса «Масторава» . Остановка миграции коренного населения из республики.
20. Остановка наплыва в республику депортированных и осужденных.
21. Содействие интернациональному воспитанию всех национальностей, проживающих в республике.[10]

«Масторава» стала объектом острой критики прессы и партийного руководства, обвинивших её в «разжигании национализма и политического экстремизма в Мордовии». В атмосфере прямой конфронтации с партийной номенклатурой 17 декабря 1989 года «Масторава» провела свою конференцию, что показало её превращение из кружка интеллигенции во влиятельное общественно-политическое общество. В апреле 1990 года «Масторава» получила официальную регистрацию в исполнительном комитете Саранского городского совета. Общество начало подготовку к своему первому съезду, который состоялся 3-5 августа 1990. Фактически «Масторава» инициировала проведение I Всероссийского съезда мордовского народа, который состоялся 14-15 марта 1992 года.

## Организационное оформление

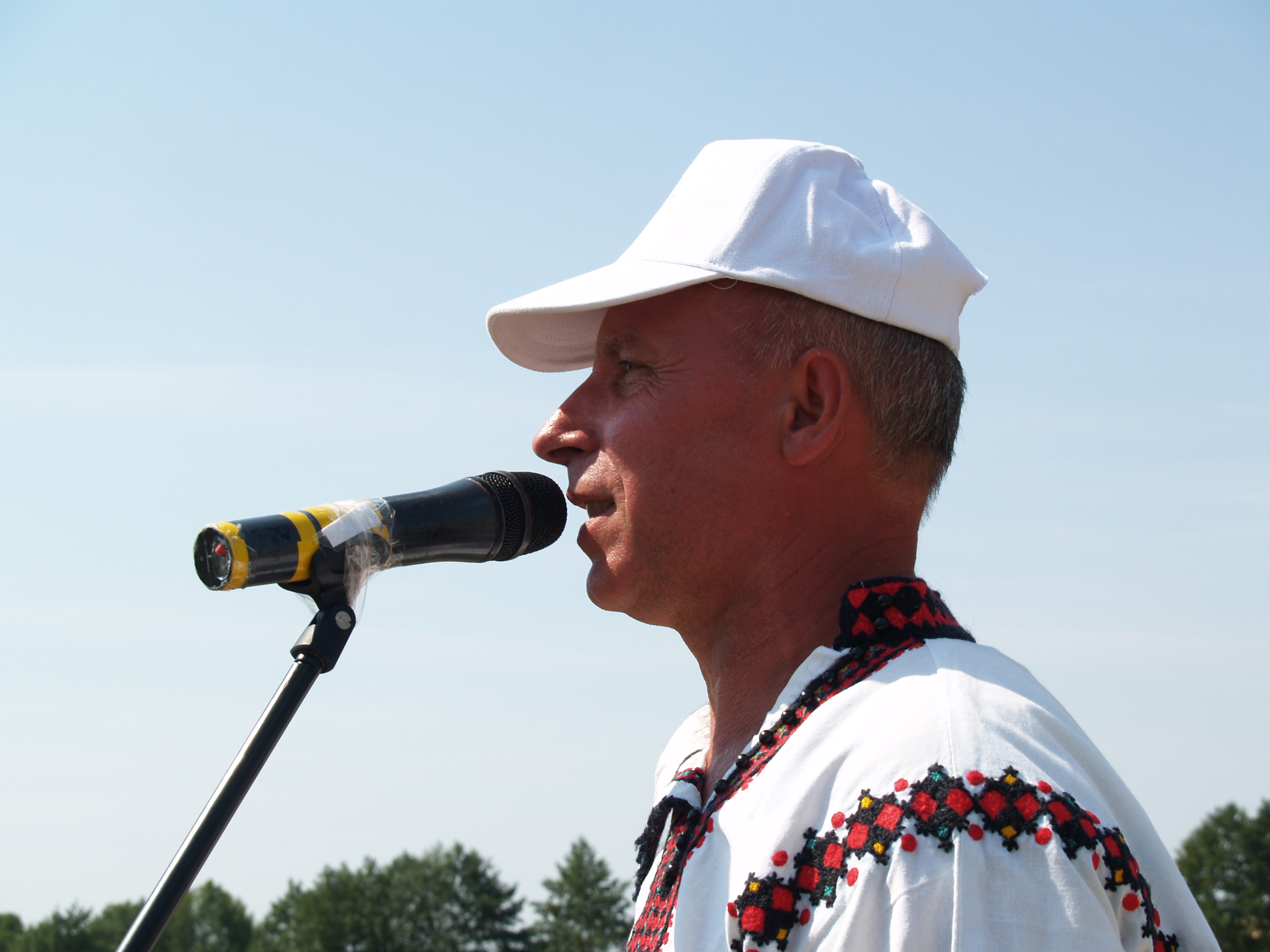
Эрюш Вежай, эрзянский поэт и общественный деятель, координатор фонда «Руця» выступает на Раськень Озкс, 2010

На I Всероссийском съезде мордовского народа (14-15 марта 1992) эрзя оказались в меньшинстве и были вынуждены обратиться в Совет съезда и его исполком с просьбой использовать в отношении эрзян их национальное самоназвание — эрзя. Игнорирование этого требования подтолкнуло эрзянских делегатов активно участвовать в подготовке I Всемирного конгресса финно-угорских народов, состоявшегося 1-3 декабря 1992 года в Сыктывкаре. Делегаты-эрзя от общества «Масторава» публично выступили на конгрессе с речами, в которых задекларировали свою принадлежность к отдельной эрзянской нации и осудили использование экзонима «мордва».
В 1993 году эрзянское национальное движение приобрело организационное оформление. Министерство юстиции Республики Мордовия зарегистрировало Движение за равноправие и развитие «Эрзянь Мастор» (с эрз. «Страна Эрзян»). Главной задачей движения провозглашено создание Республики Эрзянь Мастор. Первым шагом на пути к этой цели было названо «Образование в соответствии с Конституцией РФ Эрзянского автономного округа». В декабре того же года зарегистрирована ассоциация эрзянских женщин «Эрзява». В следующем, 1994 году, эрзянское национальное движение начало издание собственной газеты «Эрзянь Мастор», отличавшейся своей независимой редакционной политикой и острой критикой как республиканской, так и федеральной власти.

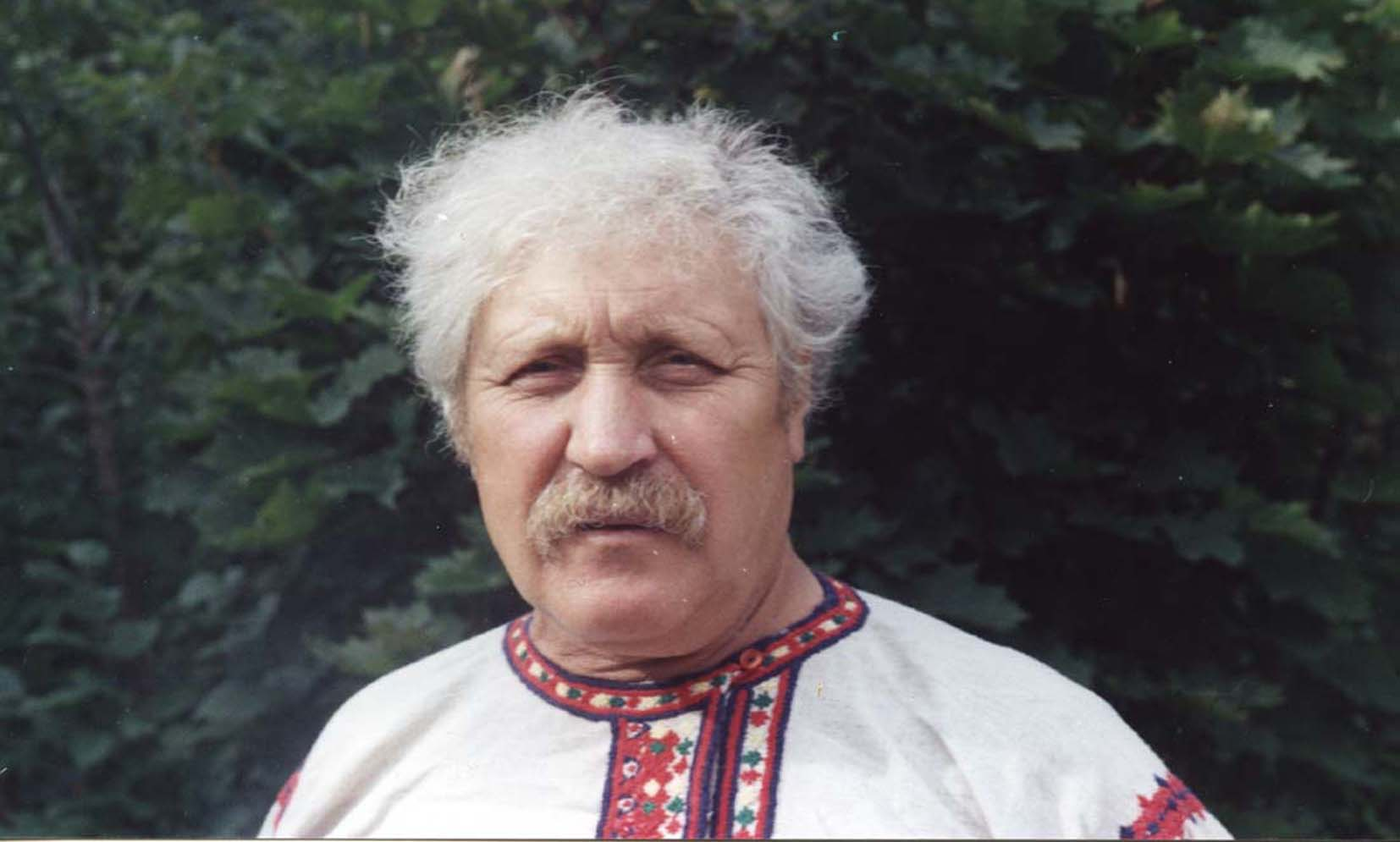
Аношонь Тумай, основатель Музея эрзянской культуры в Лукоянове и ведущий деятель эрзянского движения в Нижегородской области.

В 1995 году Нуянь Видяз зарегистрировал Фонд спасения эрзянского языка им. А. П. Рябова, главной задачей которого стала популяризация эрзянского языка и расширение сферы его использования. Фондом было положено начало Дню эрзянского языка и ряд издательских проектов. В том же году Кшуманцянь Пиргуж возродил традицию эрзянских молений Раськень Озкс. Эрзянское национальное движение смогло установить контакты с ООН.
23 марта 1995 года в Саранске состоялся I Конгресс эрзянского народа, в работе которого приняли участие 98 делегатов от разных субъектов Российской Федерации. Инициаторами съезда выступили Валентин Девяткин, Александр Малов и Маризь Кемаль. Заседание конгресса открыл поэт Эрюш Вежай. Делегаты одобрили декларацию про официальное название эрзянского народа, чем поставили под сомнение легитимность мордовских съездов, организаторы которых выступали от имени не только мокшан, но и эрзян.
В 1999 году, во время проведения Раськень Озкс в селе Чукалы Большеигнатовского района Республики Мордовия, эрзянские старейшины избрали Кшуманцянь Пиргужа Инязором (главным старейшиной) эрзянского народа. В 2004 году Атянь Эзем (с эрз. «Совет Старейшин») определил полномочия Инязора и полномочия старейшин. В течение 2000-х годов Конгресс эрзянского народа принял ряд документов, в которых:
1. Требовал образования эрзянской автономии в составе Российской Федерации.
2. Дал острую оценку национальной политике Российской Федерации.
3. Раскритиковал руководство Республики Мордовия из-за постоянных отрицаний существования эрзян как отдельного народа.
4. Осудил судебные преследования независимой газеты «Эрзянь Мастор».
5. Поддержал деятельность Кшуманцянь Пиргужа в должности Инязора.
6. Выказал доверие и полную поддержку институтам Атянь Эзем и Инязора.[17]

В 2006 году в Хельсинки, во время семинара финно-угорских некоммерческих организаций, инязор Кшуманцянь Пиргуж выступил с публичным докладом, в котором остро раскритиковал национальную политику Российской Федерации. В своем докладе Пиргуж отметил, что эрзя дискриминированы практически во всех сферах общественной, политической и культурной жизни: в политике и государственном управлении, в образовании, печати, книгоиздании, радиовещании и на телевидении. Инязор заявил, что помочь эрзянам в реализации их прав может Совет Европы, членом которого является Российская Федерация.
В 2010-х годах эрзяне развернули активную международную кампанию за признание себя отдельным самодостаточным народом и попытались наладить контакты с представителями других национальных движений финно-угорских народов. Эрзя пикетировали VI Съезд Всемирного конгресса финно-угорских народов, который проходил с 5 по 7 сентября 2012 года в венгерском городе Шиофок. На съезд прибыла делегация эрзян, пикетировавшая гостиницу «Азур», в которой проходили заседания Конгресса. Эрзя были недовольны формированием единой делегации «мордовского народа», а не отдельных делегаций эрзи и мокши. Участники пикета заявили, что они не были допущены к работе Конгресса из-за давления Москвы. Двое активистов: Сыресь Боляень и Эрюш Вежай, одетые в футболки с национальной символикой, растянули в холле гостиницы большой эрзянский флаг и скандировали эрзянском «Слава Стране Эрзян!». Глава Консультативного комитета финно-угорских народов Валерий Марков был вынужден оправдываться, однако признал, что заявку эрзян получили, переслали властным структурам Республики Мордовия, а мордовская власть уже сама решала, кого следует отправлять на Конгресс, а кто недостоин ехать на высокий представительский форум. Также В. Марков выразил недовольство системой отбора делегатов, ведь схожие с эрзянскими были проблемы и у делегатов от марийцев и удмуртов.

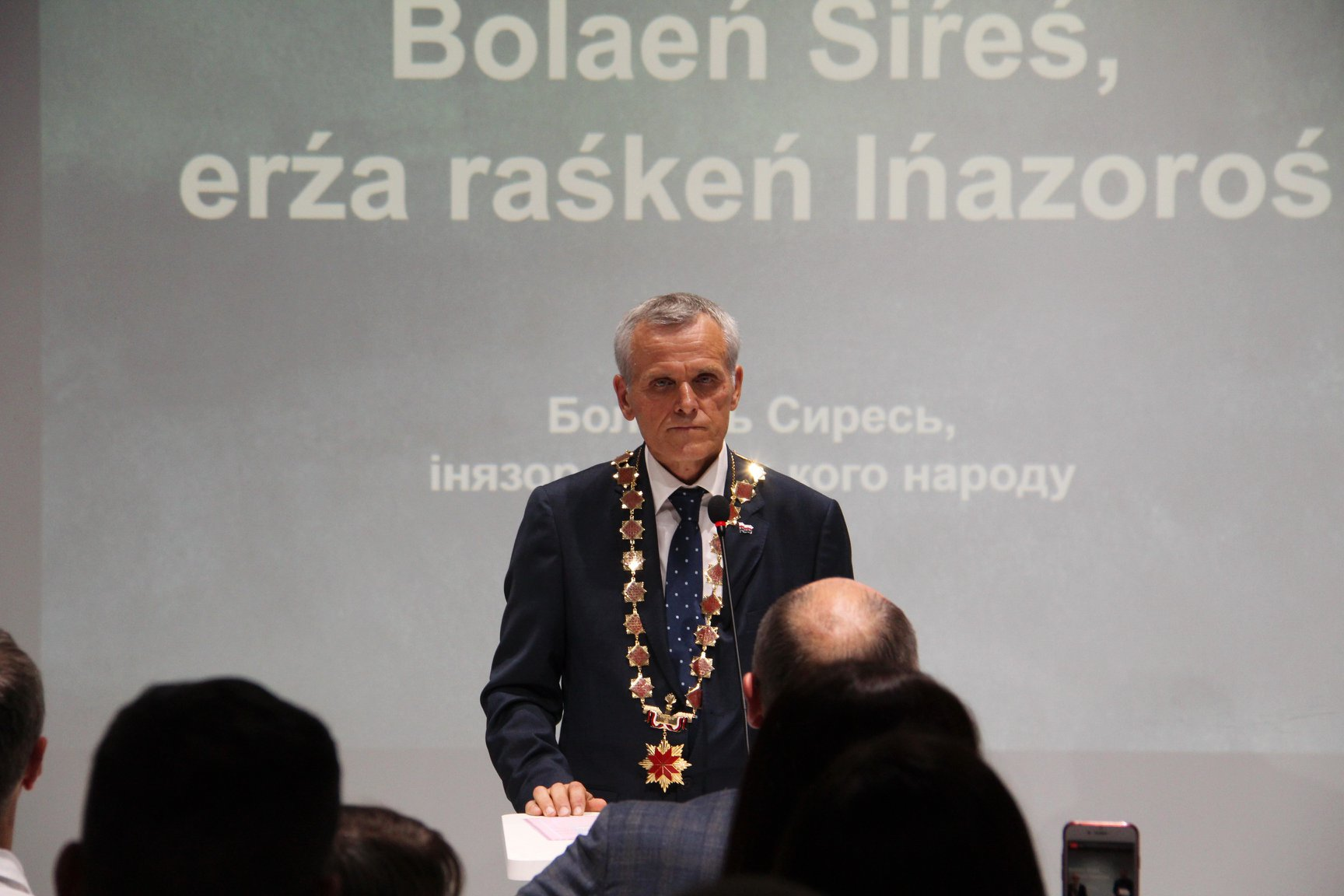
Инязор Сыресь Боляень, 2020

Летом 2019-го эрзя сделали неожиданный шаг — избрали своим главным старейшиной авторитетного деятеля по диаспоре. Им стал гражданин Украины, подполковник ВСУ и ветеран вооружённого конфликта в Донбассе Сыресь Боляень, которому эрзяне поручили представлять народ перед международным сообществом. После инаугурации старейшины, которую эрзянская эмиграция провела в Киеве, он отправился в Таллинн, где встретился с представителями эрзянской диаспоры, эстонскими политиками, общественными деятелями и журналистами. В интервью еженедельнику «Eesti Päevaleht» Боляень заявил, что «приехал в Эстонию не в поисках сострадания эстонцев, смотрящих на него как на предмет музейной экспозиции, он приехал к братьям с призывом о помощи».
Летом 2019 года Инязор Сыресь Боляень определил 5 целей эрзянского национального движения :
Сыресь Боляень активно ищет международной поддержки для своего народа. Из сообщений в СМИ известно о его контактах с рядом украинских, эстонских и литовских политиков, а также с национальными движениями других коренных народов РФ. Украинский аналитический центр «Прометей» утверждает, что Сыресь Боляень и его ближайшее окружение в Украине в апреле 2020 подготовили проект Положения о создании и функционировании национальных представительных органов эрзянского народа. Этот документ содержит шесть разделов, в которых определены цели и задачи национального движения, его органы управления, их полномочия и структура. Согласно документу руководство национальным движением осуществляет Промкс — Съезд делегатов от эрзянских политических партий и общественных объединений. Съезд формирует Атянь Эзем, действующий между созывами Промкса и выбирающий Инязора — главного старейшину, представляющего эрзянский народ и выступающего от его имени. В случае существования законодательных ограничений на создание и функционирование национальных партий (такой запрет существует в законодательстве РФ) — полномочия Промкса принимает Атянь Эзем. Главной задачей Промкса, Атянь Эзем и Инязора является обеспечение и защита национальных, политических, экономических и культурных прав эрзянского народа, в частности права на национально-государственное самоопределение на своей национальной территории.
21 апреля 2021 года Инязор (главный старейшина) эрзянского народа Сыресь Боляень выступил на ХХ сессии Постоянного форума ООН по коренным народам. Его доклад стал первой речью на официальном мероприятии ООН, произнесенной на эрзянском языке. Секретариат Инязора обеспечивал синхронный перевод с эрзянского на английский. Выступление транслировалось по телевидению ООН (UN Web TV). За спиной докладчика находились два флага — Украины и национальный флаг эрзян. Украинский флаг был рядом с эрзянским, потому что именно украинская делегация предоставила возможность выступить в ООН представителю коренного народа России по своей квоте.
В своем выступлении Сыресь Боляень остро раскритиковал политику Российской Федерации в отношении национальных республик и коренных народов:

За последние 30 лет эрзя из миллионной нации превратились в небольшую этническую группу, на грани полного исчезновения. Без войны, без эпидемий и принудительных депортаций. В похожей ситуации оказались наши соседи по региону Идель-Урал: мокша, удмурты, мари, чуваши, башкиры и даже татары. Народам России запрещено иметь собственные политические партии, университеты или учиться в школах на родном языке. Только танцы в национальных костюмах. Тот, кто борется за права своего народа — преследуется полицией как экстремист или подвергается принудительному психиатрическому лечению как сумасшедший.

## Национальные представительные органы
Эрзя — один из немногих безгосударственных финно-угорских народов, обладающий собственной системой национальных представительных органов. Она состоит из съезда делегатов от эрзянских политических партий и общественных объединений — Промкса (ерз. Промксось), совета старейшин — Атянь Эзем (эрз. Атянь Эзем), главного старейшины — Инязора (эрз. Инязор) и национального суда — Видекуро (эрз. Видекуро). Вместе эти органы национального самоуправления называются Кирдийюром (эрз. Кирдиюр).
В своей работе Кирдийюр руководствуется положением «О создании и функционировании национальных представительных органов эрзянского народа», которое на эрзянском называется Kojluvoś.

### Цели и задачи
Целью Кирдийюра является обеспечение и защита национальных, политических, экономических и культурных прав эрзянского народа, в частности, права на национально-государственное самоопределение на своей национальной территории. С этой целью Кирдийюр:
- разрабатывает и внедряет систему мер, направленную на переселение эрзян в Эрзянь Мастор ;
- добивается создания на исторических землях эрзян национальной республики — Эрзянь Мастор, на основе реализации эрзянами своего неотъемлемого права на национально-государственное самоопределение;
- принимает меры по возрождению и расширению сферы использования эрзянского языка, защиты и утверждения эрзянской культуры, традиций и обычаев;
- добивается от власти РФ создания равных условий с русскими для реализации национальных, политических, экономических и культурных прав эрзянского народа.[30]

### Промкс
Промкс — высший национальный представительный орган эрзянского народа. Промкс созывается раз в 5 лет при условии свободной и беспрепятственной деятельности на территориях Эрзянь Мастор эрзянских политических партий, общественных организаций и национальных обществ. Дата и место проведения Промкса объявляется в специальном указе Инязора, а в случае отсутствия Инязора — в специальном постановлении Атянь Эзем.
Промкс созывается раз в пять лет специальным указом Инзора. Промкс не имеет фиксированного числа делегатов. Количество делегатов определяется согласно спискам делегатов, предоставленных Избирательной комиссии субъектами выдвижения. Делегатом Промкса может быть физическое лицо, достигшее 18 лет и не скрывающее своей принадлежности к эрзянской нации. Решения Промкса принимаются простым большинством голосов делегатов. Рабочий язык — эрзянский.
Субъектом выдвижения в делегаты Промкса могут быть:
- эрзянская политическая партия, общественная организация, благотворительное общество, зарегистрированное в стране своего пребывания;
- группа не менее, чем из 30 эрзян (далее — группа эрзян, объединённых для выдвижения на Промкс своего представителя (делегата).

К полномочиям Промкса относятся:
- определение целей и задач эрзянского национального движения, над достижением и реализацией которых должны работать Атянь Эзем и Инязор;
- внесение изменений в Положение «О создании и функционировании национальных представительных органов эрзянского народа»;
- лишение полномочий Инязора;
- роспуск Атянь Эзем;
- роспуск Видекуро;
- утверждение границ Эрзянь Мастор.[30]

В декабре 2021 года Инязор Сыресь Боляень заявил о невозможности созвать Промкс: «Учитывая сложную политическую ситуацию на землях Эрзянь Мастор в частности, и в РФ в целом, учитывая уголовное преследование активистов национальных движений, непризнание властями РФ национальных представительных органов коренных народов». Соответствующий документ был опубликован на официальном сайте инязора. Согласно положению «О создании и функционировании национальных представительных органов эрзянского народа» Инязор Сыресь Боляень ввел особый период, во время которого полномочия Промкса взял на себя Атянь Эзем.

### Атянь Эзем
Атянь Эзем — это коллегиальный представительный орган эрзянского народа, формируемый из представителей эрзянских политических партий, общественных организаций, обществ, благотворительных учреждений. Одна каденция Атянь Эзем составляет 3 года. Атянь Эзем формируется из 18 членов — старейшин, избранных избирателями (партиями, общественными организациями, национальными обществами и благотворительными учреждениями).
К полномочиям Атянь Эзем относится:
- избрание инязора;
- разработка и утверждение плана работы в рамках целей и задач, определённых Промксом;
- создание необходимых структурных подразделений, организаций и фондов;
- создание стипендий и премий;
- сбор средств на нужды эрзянского национального движения;
- учреждение средств массовой информации;
- формирование Видекуро.

Атянь Эзем выбирает из своего состава председателя и секретаря, которые готовят и проводят заседания, оформляют принятые решения. Рабочий язык — эрзянский.

### Инязор

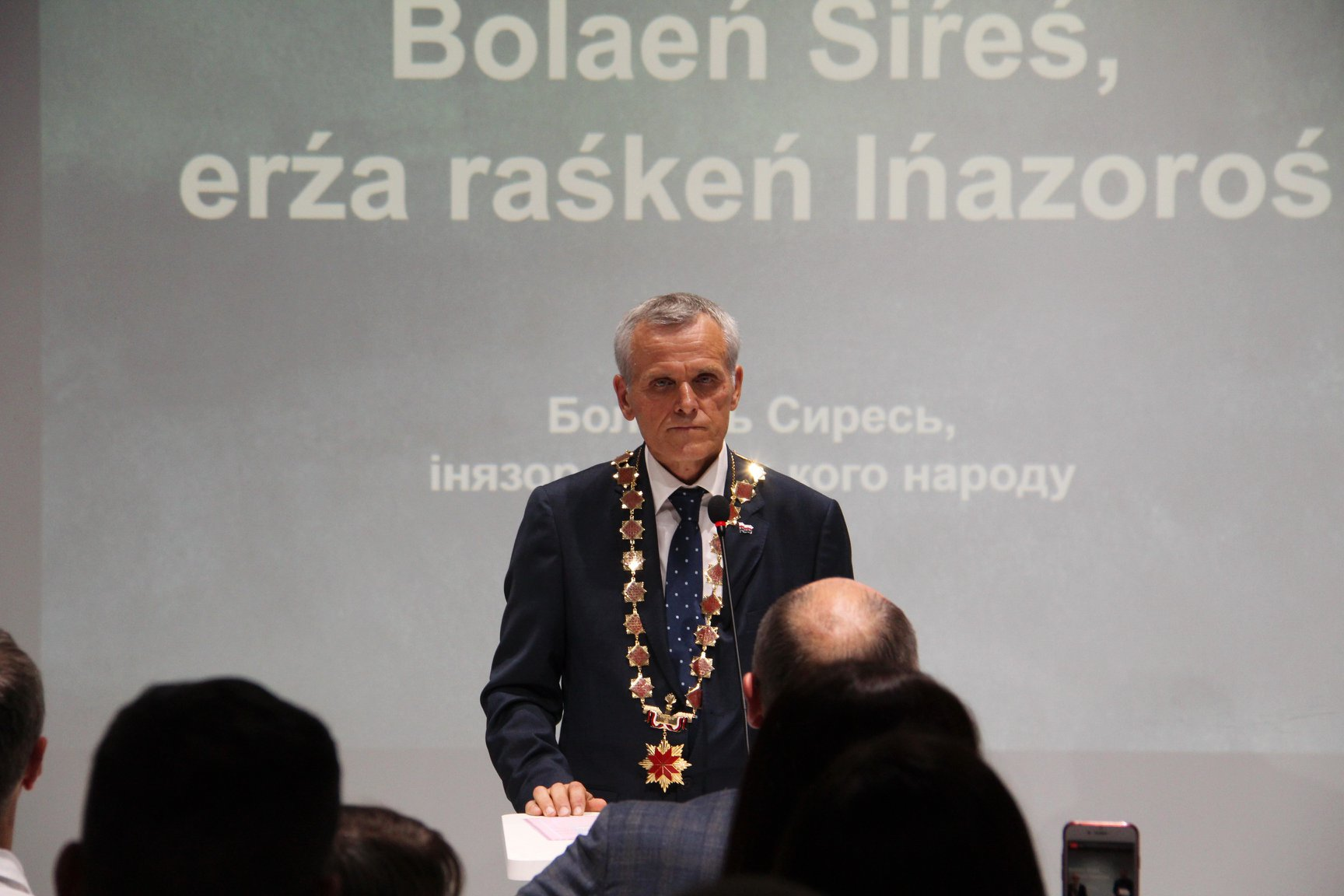
Инаугурация инязора Сыреся Боляеня. Украина, г. Киев, 2019

Инязор — избранный лидер эрзянского национального движения, направляющий его работу, представляет Эрзянское национальное движение, заключает от имени Атянь Эзем договоры и соглашения, в рамках своих полномочий дает поручение членам Атянь Эзем.
Инязор избирается простым большинством голосов старейшин во время специального заседания Атянь Эзем. Одна каденция инязора составляет 3 года. Любой совершеннолетний эрзя может выбираться инязором неограниченное количество раз. Инязор официально приобретает полномочия с момента принесения присяги во время инаугурации.
Иназор, согласно своим полномочиям:
- представляет эрзянский народ и выступает от его имени;
- обращается в органы власти РФ, других государств и в международные организации в целях обеспечения национальных, политических, экономических и культурных прав эрзянского народа, через свои указы осуществляет координацию эрзянского национального движения.[30]

## Эрзянские организации
Эрзянские национальные общества, организации, благотворительные учреждения или религиозные общины, зарегистрированные на территории Российской Федерации, никогда не имели в своих уставных документах упоминаний о своем подчинении Кирдийюр. В то же время, эрзянские объединения неоднократно публично выражали свою поддержку и доверие органам Кирдийюр.
Самыми известными и влиятельными эрзянскими организациями являются:
- Конгресс эрзянского народа (эрз. Èrzäń Inekužo).[34] Одна из самых старых и влиятельных эрзянских структур.[35]
- Фонд сохранения и развития эрзянского этнокультурного наследия. Штаб-кватрира — Саранск, Республика Мордовия. Руководитель — Татьяна Ларина.[36] Ранее фонд носил название «Фонд спасения эрзянского языка», его многолетним руководителем был инязор Кшуманцянь Пиргуж.[37]
- Фонд Руця. Координатор — Эрюш Вежай.[38]
- Общество «Ěrzäń Val». Штаб-квартира — Киев, Украина. Председатель — Сыресь Боляень.[39]

## Отношения с местными и федеральными властями
Между лидерами эрзянского национального движения и представителями власти (как местной так и федеральной) всегда царили сложные и напряженные отношения. Требования эрзянских активистов, обращения инязоров и определения Конгресса эрзянского народа не находили поддержки среди чиновников. Как результат — недовольство властью в эрзянской среде только росло. Ситуация усугубилась в 2000-х годах, когда прекратили свое существование независимые издания «Саранский курьер» и «Мордовия сегодня». Поэтому эрзянская газета «Эрзянь Мастор» стала последним периодическим изданием в Мордовии, которое не находилось под контролем федеральных или республиканских властей. В 2007 году прокуратура Мордовии направила в Верховный суд республики заявление о закрытии газеты. Редакцию, возглавляемую инязором Кшуманцянь Пиргужем, обвинили в экстремизме и разжигании межнациональной розни. Первая независимая экспертиза, проведенная в Нижнем Новгороде, не удовлетворила прокуратуру. Повторная экспертиза, по решению Верховного суда Мордовии, была назначена в Марий Эл. Инязор Кшуманцянь Пиргуж заявил о давлении на газету и выразил сомнение в необходимости проводить повторную экспертизу после того, как свои выводы предоставили нижегородские эксперты. Редакция газеты с открытым письмом обратилась к президенту РФ Владимиру Путину, в котором отвергли обвинения прокуратуры. Публикация открытого письма привлекла внимание западных журналистов к судебному процессу над «Эрзянь Мастор». Защищать редакцию в суде был приглашен адвокат из Центра экстремальной журналистики, являющимся правозащитной структурой Союза журналистов России.
За время судебного разбирательства редакцию неоднократно лишали доступа к собственному сайту. Редакция «Эрзянь Мастор» публично на страницах газеты заявляла, что судебный иск против редакции — это операция российских спецслужб с целью минимизации активности эрзянского национального движения.
Ситуацию усложнили обвинения V Съезда мордовского народа, в которых эрзянское национальное движение, в лице инязора и представителей Конгресса эрзянского народа, было обвинено в экстремизме и сепаратизме. Однако, 30 июня 2009 г. Верховный суд Республики Мордовия отклонил иск прокуратуры о закрытии независимой газеты «Эрзянь Мастор». Решение суда было воспринято эрзянами как победа над мордовскими чиновниками.
Однако вскоре после отклонения Верховным судом Республики Мордовия иска республиканской прокуратуры разгорелся новый конфликт между местными властями и эрзянским национальным движением. В день открытия ІV Съезда Ассоциации финно-угорских народов РФ, 26 сентября 2009 г., в Саранске милицией был задержан инязор Кшуманцянь Пиргуж. Инязор удерживался милицией в камере до завершения съезда. В камере у эрзянского лидера произошел гипертонический криз.
В 2015 году разгорелся новый конфликт вокруг газеты «Эрзянь Мастор». Роскомнадзор потребовал прекратить деятельность газеты на основании «наличия неоднократных необжалованных в суде предупреждений от ведомства к газете, связанных с публикацией материалов экстремистского характера». Оба предупреждения были вынесены газете 30 сентября 2014 года на основании материалов, которые, по мнению ведомства, могли сформировать негативную оценку деятельности РПЦ . Однако, 20 января 2015 г. Верховный суд России отклонил иск Роскомнадзора.
В январе 2022 г., во время массовых протестов в Казахстане, эрзянский инязор Сыресь Боляень подписал публичное заявление «Народы Российской Федерации солидарны с народом Казахстана!», в котором представители разных национальных движений коренных народов Российской Федерации обратились к своим соотечественникам с призывом не ехать в Казахстан в составе так называемого «миротворческого контингента ОДКБ». Заявление получило резонанс как в российских, так и в иностранных СМИ, его подписали деятели не только эрзянского, но и татарского, башкирского, чеченского, ингушского, калмыцкого, казацкого национальных движений.

### Критика эрзянского национального движения
Представители власти, как местной так и федеральной, публично придерживаются позиции о том, что эрзя и мокша — субэтносы единого мордовского народа. Эрзянское национальное движение клеймится как западная сепаратистская авантюра, цель которой подорвать единство Российской Федерации. Так, ведущий научный сотрудник Центра военно-стратегических исследований Генштаба Вооруженных сил РФ Татьяна Грачева утверждает, что Соединенные Штаты Америки при президентстве Джорджа Буша-младшего разработали план создания на территории РФ федерального субъекта «Фено-Угрия». Грачева утверждает, что план имеет два стратегических направления: а) культивирование русофобии и антироссийских настроений в среде финно-угорских народов; б) разжигание в сознании этих народов радикального национализма. Неоднократно эрзянские структуры, такие как Фонд спасения эрзянского языка им. А. Рябова или Конгресс эрзянского народа обвинялись в экстремизме, русофобии и сепаратизме даже на страницах научных академических изданий.
Эрзянское национальное движение и его лидеры, в отличие от представителей мокшанской или мордовской сред, на протяжении десятилетий являются объектами постоянной критики не только власти, но и республиканских и федеральных средств массовой информации. Эрзянское движение обвиняется в сотрудничестве с иностранными спецслужбами, стремлении дезинтегрировать Российскую Федерацию, нарушить межнациональное согласие в Республике Мордовия и соседних субъектах федерации.

## Эрзяно-мокшанские отношения
Украинский политолог Павел Подобед утверждает, что положение, в котором оказались эрзя в период позднего СССР, напоминало украинское национальное движение в последние десятилетия Российской империи, когда украинцы не просто боролись за реализацию своих прав, а вынуждены были доказывать факт существования отдельной украинской нации, с собственной языком и культурой.
В результате ассимиляции и миграций, эрзянский народ потерял территорию компактного расселения, образовав архипелаг этнических анклавов вплоть до Урала. Поэтому, когда возник вопрос о создании национального округа, определить его границы было непросто. Большевики решили объединить большие сохранившиеся ареалы эрзи и мокши, по старой русской привычке считая их одним народом — «мордвой». Как следствие, в 1928 году появился Мордовский национальный округ, частично охватывавший коренные земли Эрзянь Мастор («Страна Эрзян»). Позже округ превратили в автономную область и автономную республику. Сейчас эрзя и мокша в Мордовии составляют всего 40 % от общей численности населения, подвергаясь русификации уже в собственной республике.
Подобед считает, что поскольку эрзянский язык слишком отличен от русского, и понять его без упорного изучения просто невозможно, — называть эрзянский язык диалектом русского было бы глупо. В то же время признавать эрзян отдельной нацией чиновники ни в Москве, ни в Саранске тоже не спешили. Эрзян и их соседей мокшан в Советском Союзе решили классифицировать как единый народ — мордву. Правда единый народ имел два разных языка (эрзянский и мокшанский), совершенно отличных друг от друга. В 1955 году советский филолог Михаил Коляденков выступил с докладом, в котором обосновал существование в далеком прошлом единого общего основания для эрзянского и мокшанского языков и предложил изучать это основание как отдельный язык — мордовский, на котором, правда, уже никто не говорил. Тем не менее, и эта идея оказалась маргинальной. Эрзя и мокша не проявили ни малейшего интереса к переходу на мордовский язык, ведь не существовало ни грамматики, ни литературного корпуса этого языка. К идее вернулись только в середине 1990-х годов, однако так и не смогли воплотить в жизнь. Над проектом создания единого мордовского языка долгое время работают мордовский чиновник Александр Лузгин и языковед Михаил Мосин.
Украинский финно-угорист Ростислав Мартынюк считает, что политика объединения двух народов в мордовский народ имела и вполне политическую составляющую. Эрзя, как в советские времена, так и в период существования Российской Федерации, проявляли большую пассионарность в культурной и политической жизни, чем мокшане. Эрзянский и мокшанский национальные движения не являются равнозначными, «их можно сравнить с украинским и белорусским национальными движениями, где украинцы — это эрзяне, а белорусы — мокшане». Следовательно, объединение эрзян (имевших небольшую, но пассионарную прослойку национальной интеллигенции) с мокшанами, непременно ослабило бы эрзянский национализм, зародившийся в 1988—1994 годах.
В начале 2000-х Москва в своей кадровой политике в Республике Мордовия сделала ставку на мокшан, как на более лояльный и приверженный федеральному центру коренной народ. Инязор Пиргуж входит в открытую конфронтацию с республиканским руководством. Все эрзянское национальное движение попадает в немилость федерального центра и получает клеймо «русофобского» и «экстремистского». Эрзян лишают доступа к СМИ, национальным активистам создают искусственные преграды в ведении просветительской работы не только в Саранске, но и в сельской местности. Антагонизм между эрзянами и мокшанами усилился. Многие эрзяне начали воспринимать политику мордвинизации как инструмент ассимиляции, в котором мокшанам отведена ведущая роль.

## Отношения с РПЦ
В начале 1990-х годов обострились противоречия эрзянских активистов с Русской православной церковью. Эрзянская интеллигенция почти единогласно отказывается от православия и возвращается к Эрзянской традиционной вере — национальной политеистической религии с элементами пантеизма. Мордовская епархия РПЦ довольно агрессивно восприняла факт возрождения традиционной религии эрзян. В то же время, лидеры эрзянского национального движения нередко публично обвиняют православную церковь в обрушении эрзянского народа и называют Московскую патриархию «имперским инструментом Кремля». В 2007 году в селе Чукалы Большеигнатовского района Мордовии во время проведения Раскень Озкс произошел конфликт между последователями Эрзянской веры с одной стороны и руководством Республики Мордовия и духовенства РПЦ с другой. Поводом для конфликта стало перенесение республиканскими властями празднований из священного кургана Мааре в поляну у леса, а также новый формат празднования: развлекательное действо с русскоязычной популярной музыкой. Как следствие, эрзянские лидеры захватили сцену и публично перед тысячами присутствующих назвали русскоязычные песни и выступления на русском языке «фарсом» и «надругательством над памятью эрзянских воинов, похороненных в священном кургане Мааре». Эрзяне массово покинули официальный праздник и перешли к Мааре, где совершили свои молитвы. Ещё большее напряжение в конфликте добавила агитация местного духовенства РПЦ против празднования праздника Раскень Озкс. Острая полемика между эрзянской интеллигенцией и православным духовенством вылилась в интернет и на полосы местных печатных изданий.
Лидеры эрзянского национального движения регулярно заявляют о том, что в Российской Федерации нарушается право на свободу совести и вероисповедания. Они утверждают, что практически во всех эрзянских сёлах за бюджетные средства и в административном порядке построены православные церкви, в которых богослужения проводятся исключительно на русском языке. Ещё одним поводом для критики государственной власти и РПЦ является введение в эрзянских школах дисциплины «Культура русского православия» и религиозная агитация против Эрзянской традиционной веры.